# Ligne Kashii
La ligne Kashii (香椎線, Kashii-sen) est une ligne ferroviaire située dans la préfecture de Fukuoka au Japon. Elle relie la gare de Saitozaki à Fukuoka à la gare d'Umi à Umi. La ligne est exploitée par la compagnie JR Kyushu.

## Histoire
La section entre Saitozaki et Sue est ouverte en 1904. La ligne est prolongée à Umi en 1905.

## Caractéristiques

### Ligne
- Longueur : 25,4 km
- Écartement : 1 067 mm
- Nombre de voies : Voie unique

### Gares
| Numéro | Gare             | Nom japonais | Distance (km) | Correspondances                        | Localisation        |
| ------ | ---------------- | ------------ | ------------- | -------------------------------------- | ------------------- |
| JD01   | Saitozaki        | 西戸崎       | 0             |                                        | Higashi-ku, Fukuoka |
| JD02   | Umi-no-Nakamichi | 海ノ中道     | 2,1           |                                        | Higashi-ku, Fukuoka |
| JD03   | Gannosu          | 雁ノ巣       | 6,5           |                                        | Higashi-ku, Fukuoka |
| JD04   | Nata             | 奈多         | 7,4           |                                        | Higashi-ku, Fukuoka |
| JD05   | Wajiro           | 和白         | 9,2           | Nishitetsu : Kaizuka                   | Higashi-ku, Fukuoka |
| JD06   | Kashii           | 香椎         | 12,9          | JR Kyushu : Kagoshima                  | Higashi-ku, Fukuoka |
| JD07   | Kashii Jingū     | 香椎神宮     | 14,2          |                                        | Higashi-ku, Fukuoka |
| JD08   | Maimatsubara     | 舞松原       | 14,8          |                                        | Higashi-ku, Fukuoka |
| JD09   | Doi              | 土井         | 16,4          |                                        | Higashi-ku, Fukuoka |
| JD10   | Iga              | 伊賀         | 18,2          |                                        | Kasuya              |
| JD11   | Chōjabaru        | 長者原       | 19,2          | JR Kyushu : Sasaguri (Fukuhoku Yutaka) | Kasuya              |
| JD12   | Sakado           | 酒殿         | 20,6          |                                        | Kasuya              |
| JD13   | Sue              | 須恵         | 21,9          |                                        | Sue                 |
| JD14   | Sue-Chūō         | 須恵中央     | 23,1          |                                        | Sue                 |
| JD15   | Shinbaru         | 新原         | 24,1          |                                        | Sue                 |
| JD16   | Umi              | 宇美         | 25,4          |                                        | Umi                 |